# Thập địa
Thập địa (zh. 十地, sa. daśabhūmi) là mười quả vị tu chứng của các vị Bồ Tát. Có nhiều hệ thống khác nhau nhưng theo Bồ Tát địa (菩薩地, sa. bodhisattva-bhūmi) và Thập địa kinh (zh. 十地經, sa. daśabhūmika-sūtra) và kinh phạm võng và Phật Quang đại từ điển thì Thập địa gồm:
1. Hoan Hỉ địa (zh. 歡喜地, sa. pramuditā-bhūmi): Đắc quả này Bồ Tát rất hoan hỉ trên đường Giác ngộ (sa. bodhi). Bồ Tát đã phát Bồ-đề tâm và thệ nguyện cứu độ tất cả các chúng sinh thoát khỏi Luân hồi (sa. saṃsāra), không còn nghĩ tới mình, Bố thí (sa. dāna) không cầu phúc và chứng được tính Vô ngã (sa. anātman) của tất cả các Pháp (sa. dharma).
2. Li Cấu địa (zh. 離垢地, sa. vimalā bhūmi): Bồ Tát giữ Giới (sa. śīla) và thực hiện thiền định (sa. dhyāna, samādhi).
3. Phát Quang địa (zh. 發光地, sa. prabhākārī bhūmi): Bồ Tát chứng được quy luật Vô thường (sa. anitya), tu trì tâm Nhẫn nhục (sa. kṣānti) khi gặp chướng ngại trong việc cứu độ tất cả chúng sinh. Để đạt đến cấp này, Bồ Tát phải diệt trừ ba độc là tham, sân, si, thực hiện được bốn cấp định an chỉ (sa. dhyāna, Tứ thiền) của bốn xứ và chứng đạt năm thành phần trong Lục thông (sa. abhijñā).
4. Diệm Huệ địa (zh. 燄慧地, sa. arciṣmatī bhūmi): Bồ Tát đốt hết tất cả những quan niệm sai lầm, tu tập trí huệ, Bát-nhã (sa. prajñā) và 37 Bồ-đề phần (sa. bodhipākṣika-dharma).
5. Nan Thắng địa (zh. 極難勝地, sa. sudurjayā bhūmi): Bồ Tát nhập định, đạt trí huệ, nhờ đó liễu ngộ Tứ diệu đế và Chân như, tiêu diệt nghi ngờ và biết phân biệt. Bồ Tát tiếp tục hành trì 37 giác chi.
6. Hiện tiền địa (zh. 現前地, sa. abhimukhī bhūmi): Bồ Tát liễu ngộ mọi pháp là vô ngã, ngộ lý Duyên khởi với mười hai nhân duyên và chuyển hoá trí phân biệt thành trí bát-nhã, nhận thức tính Không. Trong xứ này, Bồ Tát đã đạt đến trí tuệ Bồ-đề (sa. bodhi) và có thể nhập Niết-bàn thường trụ (sa. pratiṣṭhita-nirvāṇa). Vì lòng từ bi đối với chúng sinh, Bồ Tát lưu lại trong thế gian, nhưng không bị sinh tử ràng buộc, đó là Niết-bàn vô trụ (sa. apratiṣṭhita-nirvāṇa).
7. Viễn Hành địa (zh. 遠行地, sa. dūraṅgamā bhūmi): đạt tới cảnh giới này, Bồ Tát đầy đủ khả năng, có mọi phương tiện (sa. upāya) để giáo hoá chúng sinh. Đây là giai đoạn mà Bồ Tát tuỳ ý xuất hiện trong một dạng bất kì.
8. Bất Động địa (zh. 不動地, sa. acalā bhūmi): trong giai đoạn này, không còn bất kì cảnh ngộ gì làm Bồ Tát dao động. Công phu tu tập được thực hiện một cách vô ngại. Theo kinh Giải thâm mật thì những phiền não vi tế nhất cũng bị diệt trừ ở đây.
9. Thiện Huệ địa (zh. 善慧地, sa. sādhumatī bhūmi): Trí huệ Bồ Tát viên mãn, đạt Thập lực (sa. daśabala), Lục thông (sa. ṣaḍabhijñā), Tứ vô sở uý, Bát giải thoát. Biết rõ cơ sở mọi giáo pháp và giảng dạy giáo pháp.
10. Pháp Vân địa (zh. 法雲地, sa. dharmameghā bhūmi) (hay Pháp Vũ địa): Bồ Tát đạt Nhất thiết trí (sa. sarvajñatā), đại hạnh. Pháp thân của Bồ tát đã đạt tới mức viên mãn. Bồ Tát ngự trên toà sen với vô số Bồ Tát chung quanh trong cung trời Đâu-suất. Phật quả của Bồ Tát đã được chư Phật ấn chứng. Những Bồ Tát đạt cấp này là Di-lặc bồ tát (sa. maitreya), Quán Thế Âm bồ tát (sa. avalokiteśvara) , Văn-thù-sư-lợi bồ tát (sa. mañjuśrī), Phổ Hiền bồ tát, Địa Tạng Vương bồ tát, Đại Thế Chí bồ tát.